# Stawiska (powiat mogileński)
Stawiska – wieś w Polsce położona w województwie kujawsko-pomorskim, w powiecie mogileńskim, w gminie Mogilno.

## Podział administracyjny
W latach 1975–1998 miejscowość należała administracyjnie do województwa bydgoskiego.

## Demografia
Według Narodowego Spisu Powszechnego (III 2011 r.) liczyła 379 mieszkańców. Jest dziewiątą co do wielkości miejscowością gminy Mogilno.